# Fons Van Brandt
Alfons Van Brandt, dit Fons Van Brandt, né le 24 juin 1927 à Kessel en Belgiqueet mort le 24 août 2011, est un footballeur international belge.  
Dans sa carrière, il a joué pour deux clubs : Kessel et le Lierse SK. Il a remporté le Soulier d'Or en 1955.
Il a été 38 fois international belge. Il a disputé la Coupe du monde 1954 en Suisse.